# Imstenraderbos

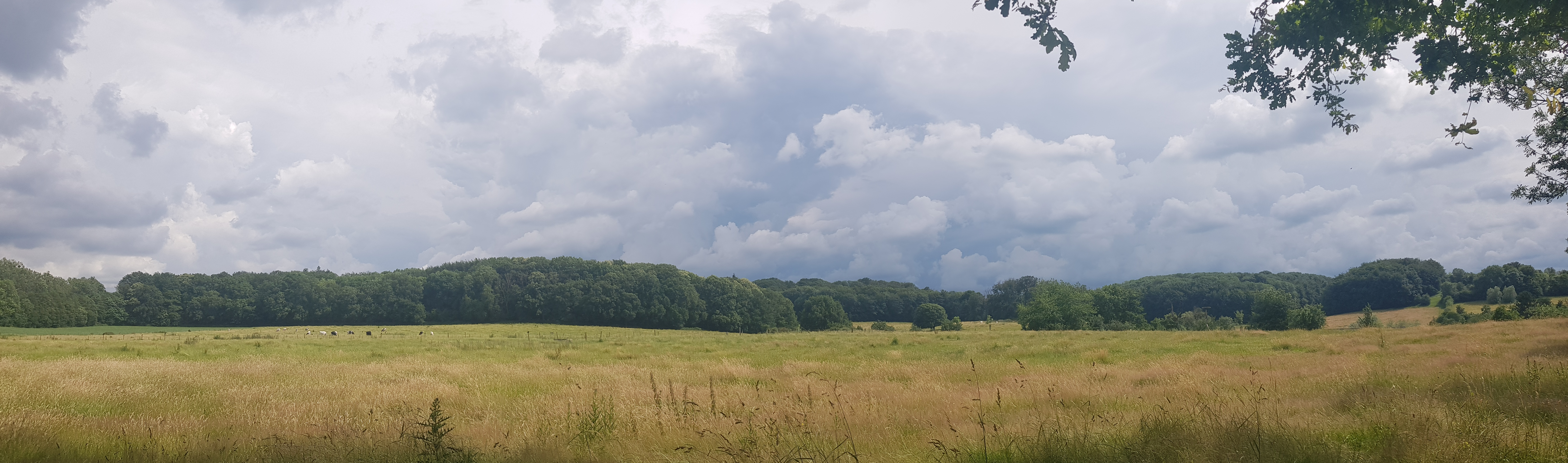
Zicht op het Imstenraderbos vanuit het noordwesten

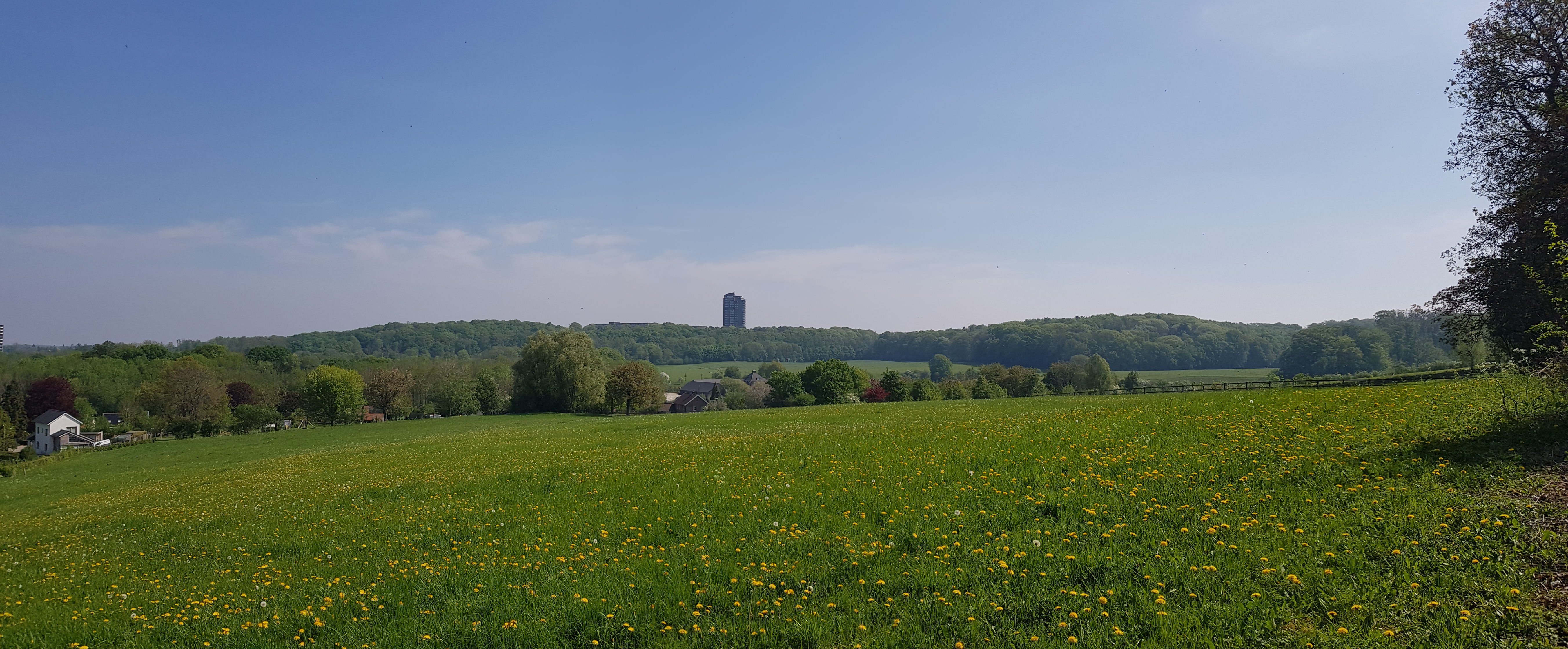
Zicht op het Imstenraderbos vanuit het westen

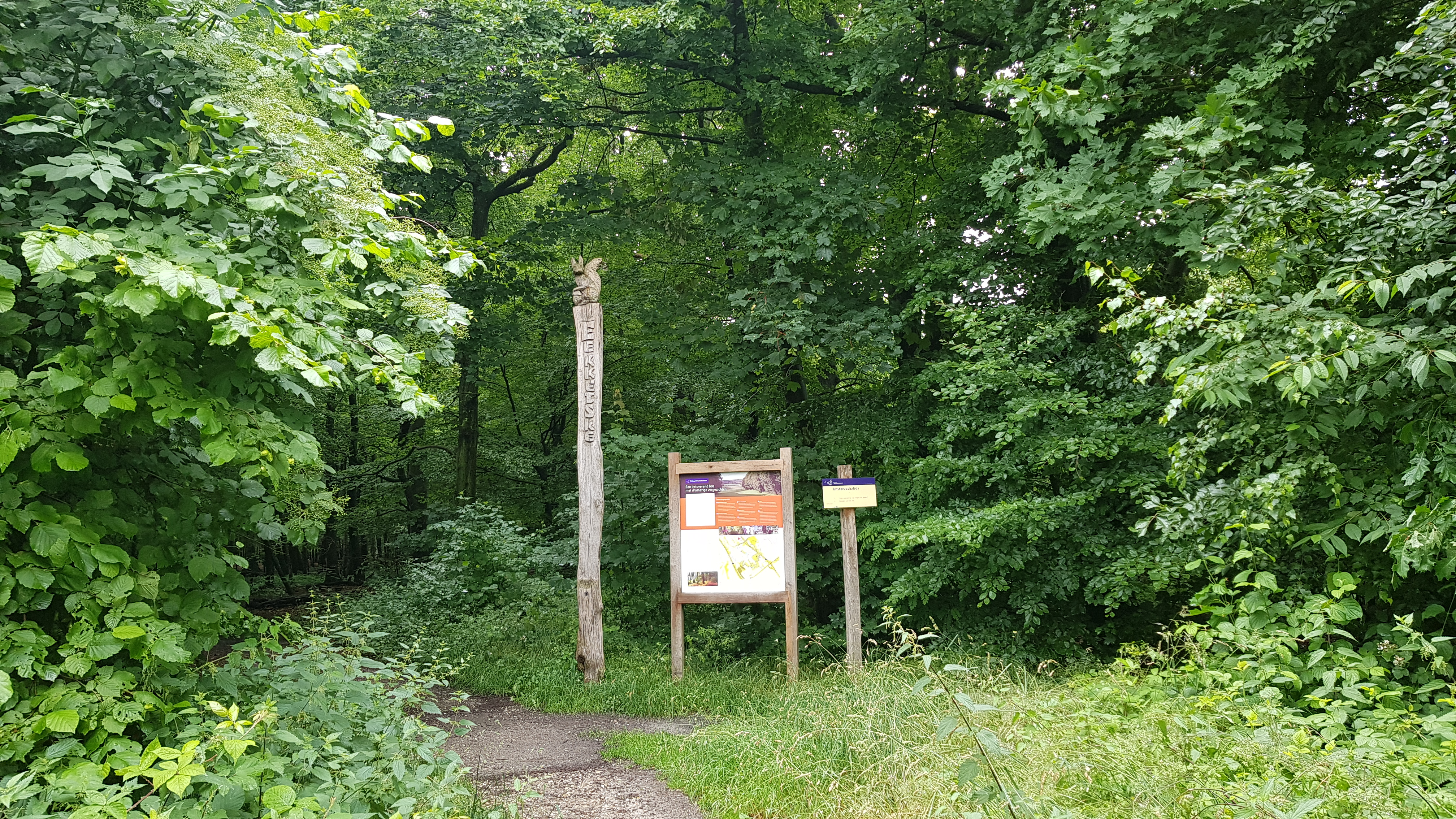
Een bostoegang

Het Imstenraderbos is een hellingbos dat zich bevindt tussen de buurtschappen Benzenrade en Imstenrade in Nederlands Zuid-Limburg in de gemeente Heerlen. 
In het Imstenraderbos zijn drie wandelroutes uitgezet.

## Geschiedenis
Oorspronkelijk besloeg dit bos 29 hectare en was eigendom van de gemeente Heerlen. 
Tot ongeveer 1800 behoorde het bos bij een landgoed. De grensstenen die het bezit markeren herinneren hier nog aan.
In 1908 bouwde een rijke reder aan de rand van het plateau een kasteelachtige villa, in de volksmond Kasteel Imstenrade genoemd, die omgeven wordt door een tuin uit 1928. Het pand was later in handen van de missiezusters die er een kapel en een klooster bijbouwden. Het gebied wordt omringd door oud landbouwgebied. 
In 2010 werd het gebied, nu in totaal 65 hectare bedragend, overgedragen aan de Vereniging Natuurmonumenten. Op 16 hectare braakliggende grond werd nieuw bos aangeplant.

## Geografie
Dwars door het bos, van zuidoost naar noordwest, loopt de Benzenraderbreuk die ook bovengronds is waar te nemen. In het noordwesten van het gebied, bij de Benzenraderhof, ontspringt de Geleenbeek. Het bos bevindt zich op de steile helling van de grub waarin deze beek tevoorschijn komt. In de hellingen waren vroeger kleinschalige groeven voor kalk, zand en grind in bedrijf.
Ten westen van het bos ligt in een graft de Benzenradergroeve.
In het bos bevindt zich het hoogste punt van de gemeente Heerlen: 197 meter boven NAP.

## Flora en Fauna
Het betreft een eeuwenoud loofbos met eik en beuk. Tot de flora behoort Slanke sleutelbloem, Bosereprijs en Eenbes, welke groeien op kalkrijke lössbodem. 

## Bouwwerken
- Aan de rand van het bos staat de Kruiskapel.
- In het noordelijke deel van het bos staat de Mariakapel nabij De Euren.

## Galerij

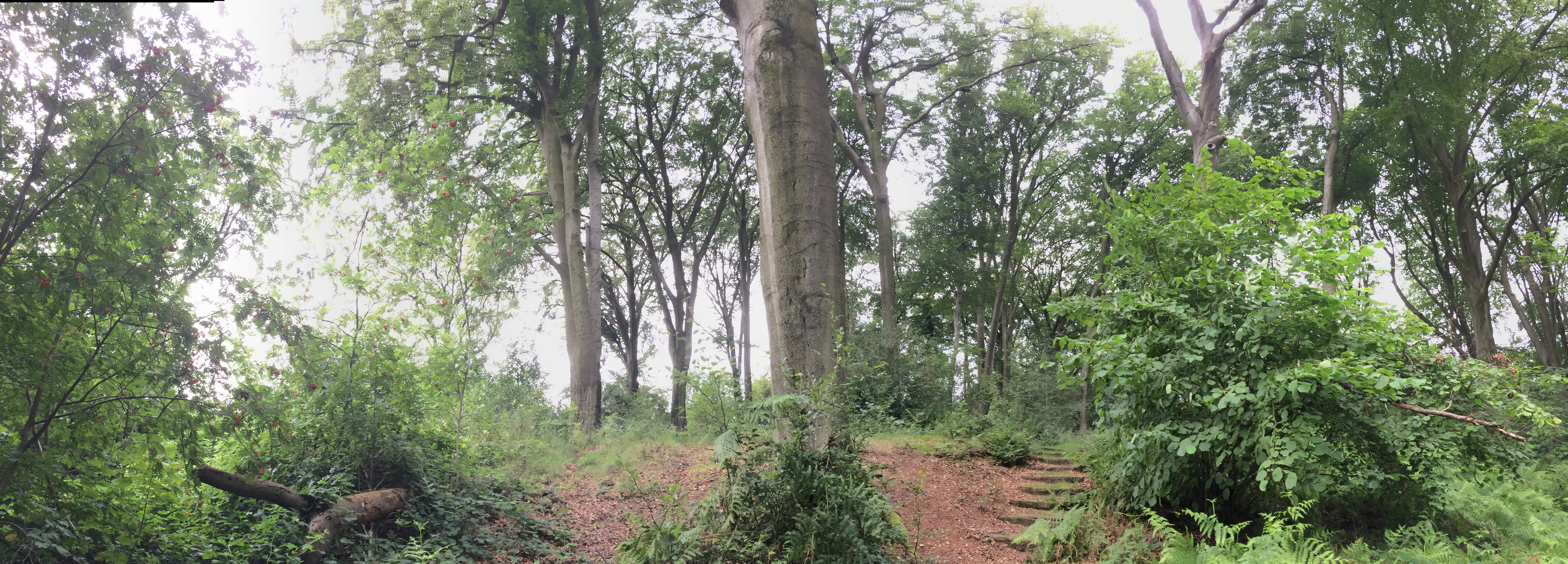
Imstenraderbos. Op de hellingen zijn trappen aangelegd.
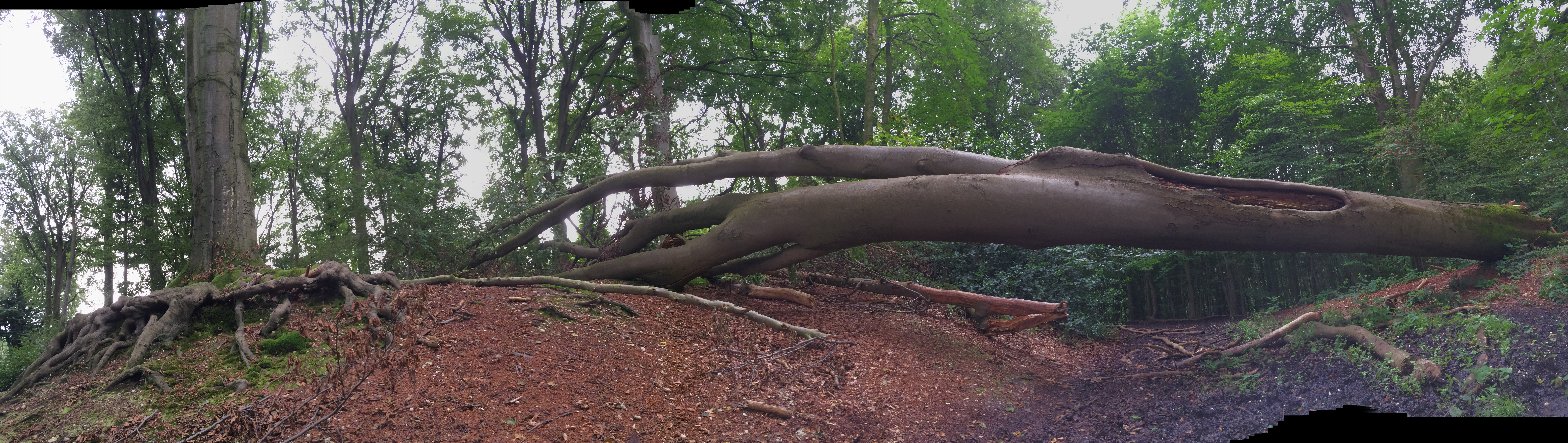
Omgevallen boom  in het Imstenraderbos.